# تقدیر (فیلم ۱۹۷۲)
تقدیر (به هندی: Sanjog) فیلمی محصول سال ۱۹۷۲ و به کارگردانی اس. اس بالان است. در این فیلم بازیگرانی همچون مالا سینها، آمیتاب باچان، آریونا ایرانی و نظیر حسین ایفای نقش کرده‌اند.